# Oiartzun
Oiartzun és un municipi de Guipúscoa, de la comarca del Donostialdea.

## Etimologia
Es creu que Oiartzun deriva d'Oiaso (també Oiasona, Oeaso o Oiarso segons les fonts); un nucli de població que es remunta a l'època romana i que se situava al modern Irun. Encara que el nucli urbà d'Oiasso no es trobés en el territori del modern Oiartzun, si que van existir en la seva solar mines romanes, que se situaven en la zona de Peñas de Aia i la vall d'Oiartzun formava part de l'àrea d'influència d'aquesta ciutat. Posteriorment aquest nom aniria evolucionant, a l'edat mitjana era conegut com a Oiarso i ja posteriorment apareixeria escrit com Oyarzun. Aquesta evolució es va deure potser a la semblança existent entre el nom de la vall i la paraula basca oihartzun que significa eco i que derivaria finalment en homofonia entre ambdues paraules.

### Barris
El municipi presenta un poblament bastant dispers, format per diferents barris que es reparteixen per la vall d'Oiartzun. El nucli urbà principal i on se situa la capital del municipi és Elizalde, el barri de l'església. Els 8 barris tradicionals d'Oiartzun són: 
- Altzibar.
- Arragua.
- Elizalde.
- Ergoien.
- Gurutze.
- Iturriotz.
- Karrika.
- Ugaldetxo.

## Demografia
| 1900  | 1910  | 1920  | 1929  | 1941  | 1950  | 1960  | 1970  | 1981  | 1991  | 2000  | 2005  |
| ----- | ----- | ----- | ----- | ----- | ----- | ----- | ----- | ----- | ----- | ----- | ----- |
| 3.960 | 4.268 | 4.200 | 4.378 | 5.579 | 5.273 | 5.346 | 6.704 | 7.664 | 8.814 | 9.195 | 9.728 |

## Administració
| 2011 | Aiora Pérez de San Román (Bildu) |
| 2007 | Aítor Echeverria Churió (ANB)    |
| 2003 | Martín Beramendi Brit (EA)       |
| 1999 | Javier Iragorri Gamió (EH)       |
| 1995 | Juan Iñarra Agirrezabala (HB)    |
| 1991 | Juan Iñarra Agirrezabala (HB)    |
| 1987 | Juan Iñarra Agirrezabala (HB)    |
| 1983 | Ignació Irigoyen (PNB)           |
| 1979 | Ignació Irigoyen (PNB)           |

## Personatges cèlebres
- Iker Leonet (1983): ciclista.
- Miguel María Lasa (1947): ciclista.
- Xabier Lete (1944): cantant.
- Txomin Perurena (1943): ciclista i director esportiu ciclista.
- Juan María Lekuona (1927-2005): poeta en euskera i estudiós de la literatura oral en euskera.
- Julen Lekuona (1938-2003): membre del col·lectiu cultural Ez Dok Amairu, cantant i traductor.
- Pedro Berrondo (1919-2002): sacerdot i articulista.
- Manuel Lekuona (1894-1987): sacerdot, escriptor, historiador i promotor de l'euskera.
- Yon Oñatibia (1911-1979): escriptor, músic, polític i promotor de l'euskera.
- Antonio Echevarría Albisu (-1975): alcalde franquista d'Oiartzun. Fou el primer polític basc assassinat per ETA i la primera víctima d'ETA després de la mort de Francisco Franco.
- José Francisco Arroyo (1818-1886) compositor i director d'orquestra.